# Польща на Чемпіонаті світу з водних видів спорту 2015
Польща взяла участь у Чемпіонаті світу з водних видів спорту 2015, який пройшов у Казані (Росія) від 24 липня до 9 серпня.

## Медалісти
| Медаль | Ім'я               | Вид спорту | Дисципліна                  | Дата     |
| ------ | ------------------ | ---------- | --------------------------- | -------- |
| 2      | Радослав Кавецький | Плавання   | 200 м на спині (чоловіки)   | 7 серпня |
| 3      | Конрад Черняк      | Плавання   | 50 м батерфляєм (чоловіки)  | 3 серпня |
| 3      | Ян Світковський    | Плавання   | 200 м батерфляєм (чоловіки) | 5 серпня |

## Стрибки у воду
Польські спортсмени кваліфікувалися на змагання з індивідуальних та синхронних стрибків у воду.
Чоловіки
| Спортсмен                   | Дисципліна                   | Попередні змагання | Попередні змагання | Півфінали       | Півфінали       | Фінал            | Фінал            |
| Спортсмен                   | Дисципліна                   | Очки               | Місце              | Очки            | Місце           | Очки             | Місце            |
| --------------------------- | ---------------------------- | ------------------ | ------------------ | --------------- | --------------- | ---------------- | ---------------- |
| Кацпер Лесяк                | Трамплін, 3 метри            | 314.55             | 51                 | Завершив виступ | Завершив виступ | Завершив виступ  | Завершив виступ  |
| Анджей Жешутек              | Трамплін, 3 метри            | 359.70             | 36                 | Завершив виступ | Завершив виступ | Завершив виступ  | Завершив виступ  |
| Кацпер Лесяк Анджей Жешутек | Синхронний трамплін, 3 метри | 370.08             | =13                | Н/Д             | Н/Д             | Завершили виступ | Завершили виступ |

## Хай-дайвінг
Польща Один спортсмен кваліфікувався на змагання з хай-дайвінгу.
| Спортсмен       | Дисципліна | Очки   | Місце |
| --------------- | ---------- | ------ | ----- |
| Кжиштоф Коланус | чоловіки   | 545.85 | 10    |

## Плавання на відкритій воді
Один польський спортсмен кваліфікувався на змагання з плавального марафону на відкритій воді.
| Спортсмен         | Дисципліна       | Час       | Місце |
| ----------------- | ---------------- | --------- | ----- |
| Матеуш Савримовіч | 10 км (чоловіки) | 1:50:49.1 | 22    |

## Плавання
Польські плавці виконали кваліфікаційні нормативи в дисциплінах, які наведено в таблиці (не більш як 2 плавці на одну дисципліну за часом нормативу A, і не більш як 1 плавець на одну дисципліну за часом нормативу B):
Чоловіки
| Спортсмен                                                               | Дисципліна                           | Попередній заплив | Попередній заплив | Півфінал        | Півфінал        | Фінал           | Фінал           |
| Спортсмен                                                               | Дисципліна                           | Час               | Місце             | Час             | Місце           | Час             | Місце           |
| ----------------------------------------------------------------------- | ------------------------------------ | ----------------- | ----------------- | --------------- | --------------- | --------------- | --------------- |
| Марцін Цеслак                                                           | 200 м комплексом                     | 1:59.99           | 15 Q              | 1:58.20         | 6 Q             | 1:58.14         | 6               |
| Конрад Черняк                                                           | 100 м вільним стилем                 | DNS               | DNS               | Завершив виступ | Завершив виступ | Завершив виступ | Завершив виступ |
| Конрад Черняк                                                           | 50 м батерфляєм                      | 23.38             | 4 Q               | 23.07           | 4 Q             | 23.15           | 3               |
| Конрад Черняк                                                           | 100 м батерфляєм                     | 51.58             | 4 Q               | 51.29           | 5 Q             | 51.28           | 6               |
| Радослав Кавецький                                                      | 100 м на спині                       | 54.20             | 18                | Завершив виступ | Завершив виступ | Завершив виступ | Завершив виступ |
| Радослав Кавецький                                                      | 200 м на спині                       | 1:58.09           | 13 Q              | 1:55.54         | =4 Q            | 1:54.55         | 2               |
| Павел Коженьовський                                                     | 100 м вільним стилем                 | 48.93             | 16 Q              | 48.55           | 10              | Завершив виступ | Завершив виступ |
| Павел Коженьовський                                                     | 100 м батерфляєм                     | 51.79             | 7 Q               | 51.51           | 8 Q             | 51.46           | 7               |
| Кацпер Майхшак                                                          | 200 м вільним стилем                 | 1:48.12           | 19                | Завершив виступ | Завершив виступ | Завершив виступ | Завершив виступ |
| Томаш Полевка                                                           | 50 м на спині                        | 25.25             | 12 Q              | 25.11           | 12              | Завершив виступ | Завершив виступ |
| Томаш Полевка                                                           | 100 м на спині                       | 54.26             | 19                | Завершив виступ | Завершив виступ | Завершив виступ | Завершив виступ |
| Марцін Столярський                                                      | 50 м брасом                          | 28.22             | 32                | Завершив виступ | Завершив виступ | Завершив виступ | Завершив виступ |
| Марцін Столярський                                                      | 100 м брасом                         | 1:01.98           | 33                | Завершив виступ | Завершив виступ | Завершив виступ | Завершив виступ |
| Марцін Столярський                                                      | 200 м брасом                         | 2:15.47           | 35                | Завершив виступ | Завершив виступ | Завершив виступ | Завершив виступ |
| Ян Світковський                                                         | 200 м батерфляєм                     | 1:55.78           | 4 Q               | 1:55.42         | 5 Q             | 1:54.10         | 3               |
| Войцех Войдак                                                           | 400 м вільним стилем                 | 3:46.67           | 5 Q               | Н/Д             | Н/Д             | 3:46.81         | 6               |
| Войцех Войдак                                                           | 800 м вільним стилем                 | 7:48.95           | 7 Q               | Н/Д             | Н/Д             | 7:45.90         | 6               |
| Войцех Войдак                                                           | 1500 м вільним стилем                | 15:14.28          | 17                | Н/Д             | Н/Д             | Завершив виступ | Завершив виступ |
| Матеуш Височиньський                                                    | 200 м на спині                       | 2:00.26           | 24                | Завершив виступ | Завершив виступ | Завершив виступ | Завершив виступ |
| Філіп Заборовський                                                      | 400 м вільним стилем                 | 3:47.59           | 12                | Н/Д             | Н/Д             | Завершив виступ | Завершив виступ |
| Павел Коженьовський Кацпер Майхшак Ян Холюб Конрад Черняк               | естафета 4x100 метрів вільним стилем | 3:15.18           | 7 Q               | Н/Д             | Н/Д             | 3:14.12         | 5               |
| Ян Світковський Кацпер Кліх Міхал Домагала Кацпер Майхшак               | естафета 4x200 метрів вільним стилем | 7:10.20           | 5 Q               | Н/Д             | Н/Д             | 7:10.34         | 8               |
| Конрад Черняк Радослав Кавецький Павел Коженьовський Марцін Столярський | естафета 4x100 метрів комплексом     | 3:33.50           | 7 Q               | Н/Д             | Н/Д             | 3:34.34         | 8               |

Жінки
| Спортсменка                                                 | Дисципліна                           | Попередній заплив | Попередній заплив | Півфінал         | Півфінал         | Фінал            | Фінал            |
| Спортсменка                                                 | Дисципліна                           | Час               | Місце             | Час              | Місце            | Час              | Місце            |
| ----------------------------------------------------------- | ------------------------------------ | ----------------- | ----------------- | ---------------- | ---------------- | ---------------- | ---------------- |
| Анна Довгірт                                                | 50 м вільним стилем                  | 25.44             | 24                | Завершила виступ | Завершила виступ | Завершила виступ | Завершила виступ |
| Анна Довгірт                                                | 50 м батерфляєм                      | 26.24             | 9 Q               | 25.91            | 8 Q              | 26.20            | 8                |
| Домініка Штандера                                           | 50 м брасом                          | 31.34 NR          | 18                | Завершила виступ | Завершила виступ | Завершила виступ | Завершила виступ |
| Домініка Штандера                                           | 100 м брасом                         | 1:09.38           | 33                | Завершила виступ | Завершила виступ | Завершила виступ | Завершила виступ |
| Аліція Тхож                                                 | 50 м на спині                        | 28.87             | 26                | Завершила виступ | Завершила виступ | Завершила виступ | Завершила виступ |
| Аліція Тхож                                                 | 100 м на спині                       | 1:00.61 NR        | =15 Q             | 1:01.09          | 16               | Завершила виступ | Завершила виступ |
| Аліція Тхож                                                 | 200 м на спині                       | 2:10.04           | 10 Q              | 2:14.49          | 16               | Завершила виступ | Завершила виступ |
| Александра Урбаньчик                                        | 50 м на спині                        | 28.36             | 13 Q              | 28.46            | 15               | Завершила виступ | Завершила виступ |
| Александра Урбаньчик                                        | 50 м батерфляєм                      | 26.82             | 23                | Завершила виступ | Завершила виступ | Завершила виступ | Завершила виступ |
| Катажина Вілк                                               | 100 м вільним стилем                 | 55.24             | 24                | Завершила виступ | Завершила виступ | Завершила виступ | Завершила виступ |
| Катажина Вілк Аліція Тхож Александра Урбаньчик Анна Довгірт | естафета 4x100 метрів вільним стилем | 3:40.89           | 12                | Н/Д              | Н/Д              | Завершила виступ | Завершила виступ |
| Аліція Тхож Домініка Штандера Анна Довгірт Катажина Вілк    | естафета 4x100 метрів комплексом     | 4:04.43           | =18               | Н/Д              | Н/Д              | Завершила виступ | Завершила виступ |